# Attitude Heading Reference System
Ein Attitude Heading Reference System (AHRS) ist ein Messsystem zur Bestimmung von Roll-Nick-Gier-Winkeländerungen, Beschleunigungen und Kurs, insbesondere zur Steuerung von Flugzeugen oder Flugzeugmodellen.
Um für drei Achsen jeweils Drehung, Beschleunigung und Lage (relativ zum Magnetfeld) erfassen zu können, sind mindestens neun Einzelsensoren nötig; diese sind üblicherweise Gyroskope, Beschleunigungssensoren und Magnetometer. Zur Verbesserung der Ergebnisse können weitere Sensoren wie etwa GPS eingesetzt werden.
Im Unterschied zu einem einfachen Inertialsensor werden die Rohwerte der Sensoren bereits vorverarbeitet (z. B. mittels Kalman-Filtern) und in automatisiert abfragbarer Schnittstelle bereitgestellt.